# Desmoscolex michaelseni
Desmoscolex michaelseni is een rondwormensoort uit de familie van de Desmoscolecidae. De wetenschappelijke naam van de soort is voor het eerst geldig gepubliceerd in 1916 door Steiner.